# Miss Monde 1956
Miss Monde 1956, est la 6e élection de Miss Monde, qui s'est déroulée au Lyceum Theatre de Londres, au Royaume-Uni, le 15 octobre 1956. 
La gagnante du concours est l'Allemande, Petra Schürmann, 3e dauphine de Miss Allemagne 1956 succédant à la Vénézuélienne, Susana Duijm, Miss Monde 1955, et devenant ainsi la première Allemande de l'histoire à remporter le titre depuis sa première participation du pays au concours en 1952. Elle est également la première Allemande à être élue Miss Monde sans avoir jamais gagnée le titre de Miss Allemagne.

## Résultats
| Résultat Final  | Candidates                    |
| --------------- | ----------------------------- |
| Miss Monde 1956 | - Allemagne - Petra Schürmann |
| 1re dauphine    | - USA - Betty Lane Cherry     |
| 2e dauphine     | - Israël - Rina Weiss         |
| 3e dauphine     | - Japon - Midoriko Tokura     |
| 4e dauphine     | - Danemark - Anne Rye Nielsen |
| 5e dauphine     | - Suède - Eva Bränn           |

## Candidates

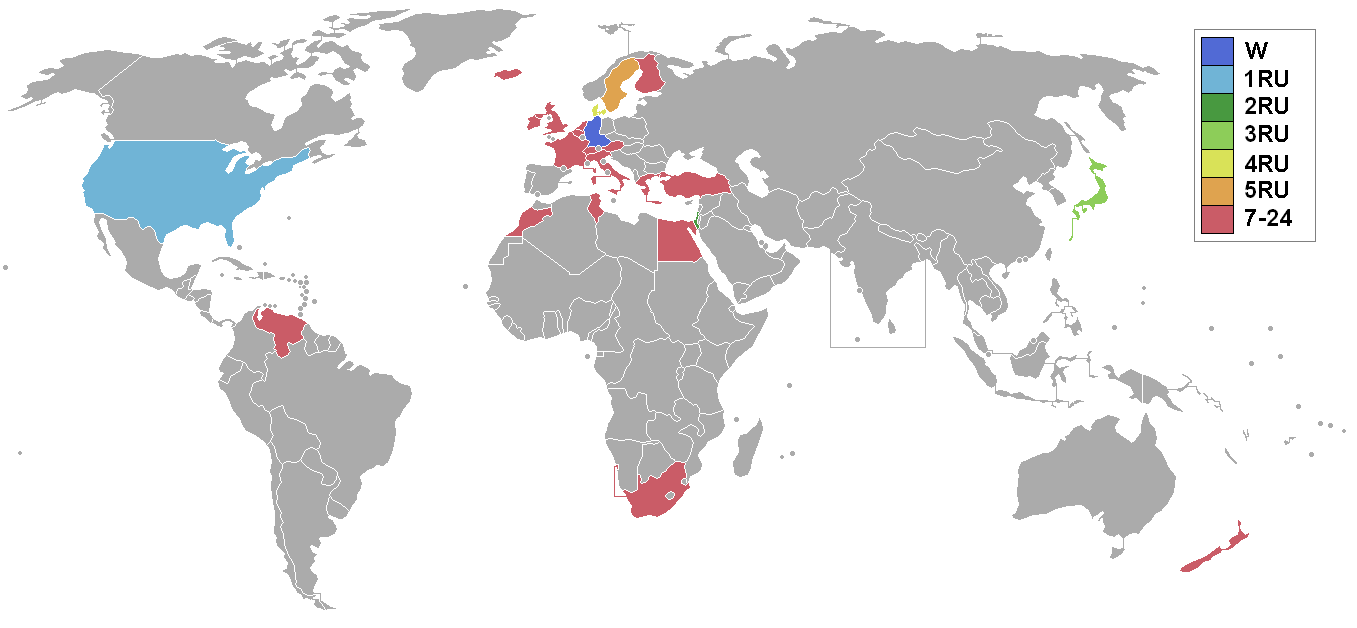
Pays des participantes et résultats

| Pays             | Candidate                     | Âge    | Domicile      |    |
| ---------------- | ----------------------------- | ------ | ------------- | -- |
| Afrique du Sud   | Norma Vorster                 | 19 ans | Durban        |    |
| Allemagne        | Petra Schürmann (°1933-†2010) | 23 ans | Cologne       |    |
| Autriche         | Margaret Scherz               | NC     | NC            |    |
| Belgique         | Madeleine Hotelet             | NC     | NC            |    |
| Danemark         | Anne Rye Nielsen              | 19 ans | Frederiksberg |    |
| Égypte           | Norma Dugo                    | 17 ans | NC            |    |
| Finlande         | Sirpa Helena Koivu            | 18 ans | NC            | NC |
| France           | Geneviève Solare Cuzin        | NC     | NC            |    |
| Grèce            | Maria Paraloglou              | NC     | NC            |    |
| Grande-Bretagne  | Iris Alice Kathleen Waller    | 21 ans | Gateshead     |    |
| Hollande         | Ans van Pothoven              | 22 ans | Amsterdam     |    |
| Islande          | Ágústa Guðmundsdóttir         | NC     | NC            |    |
| Irlande          | Amy Kelly                     | 22 ans | NC            |    |
| Israël           | Rina Weiss                    | 19 ans | Tel Aviv      |    |
| Italie           | Angela Portaluri              | 19 ans | Maglie        |    |
| Japon            | Midoriko Tokura               | 20 ans | Tokyo         |    |
| Maroc            | Lydia Marin                   | 19 ans | NC            |    |
| Nouvelle-Zélande | Jeannette de Montalk          | 20 ans | Whangarei     |    |
| Suède            | Eva Bränn                     | 20 ans | Timrå         |    |
| Suisse           | Yolanda Dätwyler              | NC     | Zürich        |    |
| Tunisie          | Pascaline Agnès               | NC     | NC            |    |
| Turquie          | Suna Özekin                   | NC     | NC            |    |
| USA              | Betty Lane Cherry             | 20 ans | Orangeburg    |    |
| Venezuela        | Celsa Pieri                   | NC     | Carúpano      |    |

## Observations